# Адельгунда

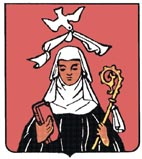
Герб города Алкен, провинция Лимбург, Бельгия

 Адельгунда  (лат. Aldegundis, Adelgundis; 639, Мобёж, Франция — 684) — святая Римско-Католической и Православной церкви (день памяти — 30 января), дева, аббатиса, сестра святой Вальдетруды.

## Агиография
Адельгунда родилась в городе Мобёж в аристократической семье, близкой к династии франкских королей Меровингов. Её родители, святой Вальберт и святая Бертилия, жили во Фландрии в провинции Эно. Её хотели отдать замуж, но она выбрала жизнь в монастыре. Позднее она построила небольшой монастырь на берегу реки Самбра, возле города Мобёж. Этот монастырь впоследствии преобразовался в женское бенедиктинское аббатство, в котором Адельгунда в 661 году стала первой настоятельницей.
Сведения об Адельгунде содержатся в актах болландистов.

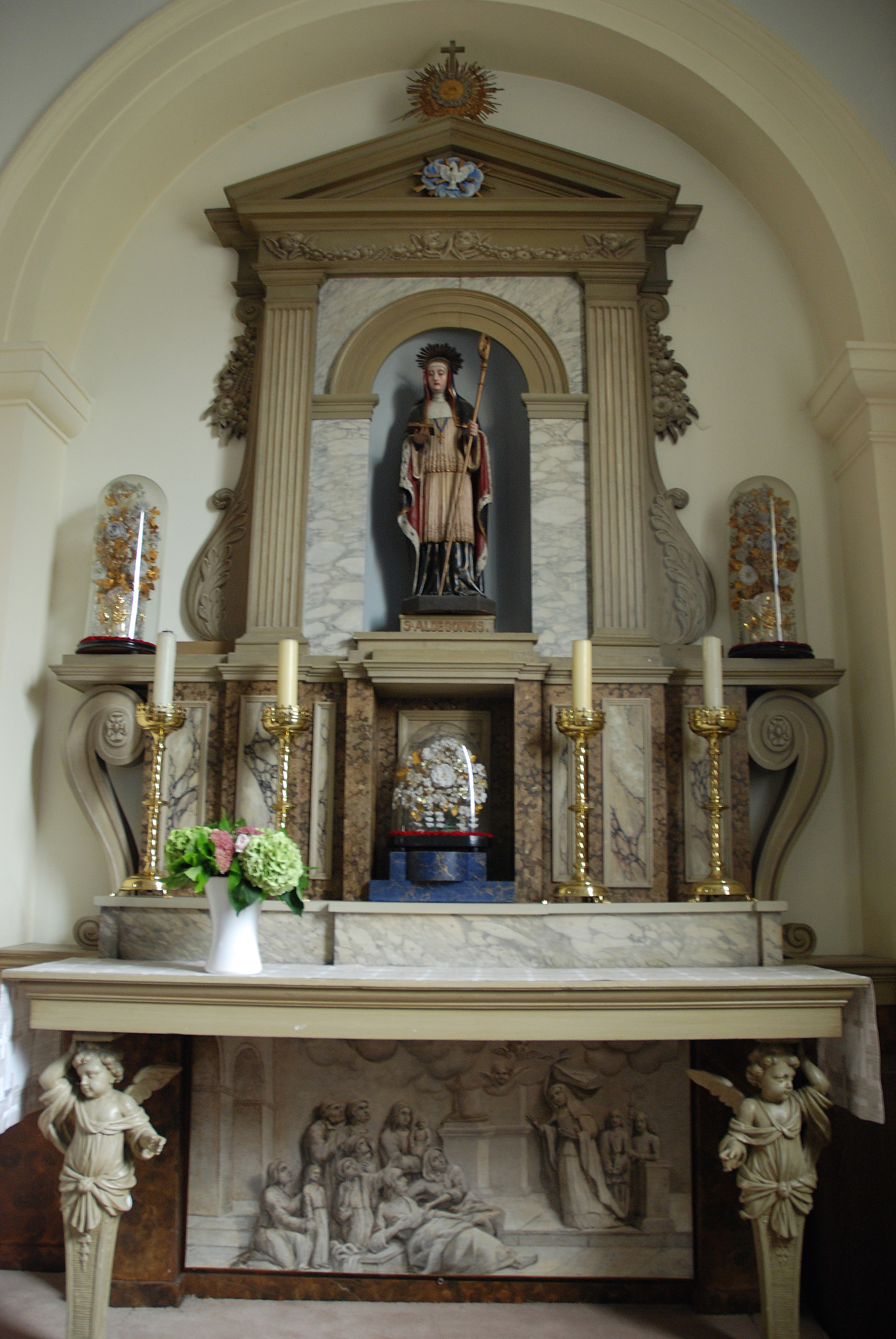
Алтарь со статуей святой Адельгунды

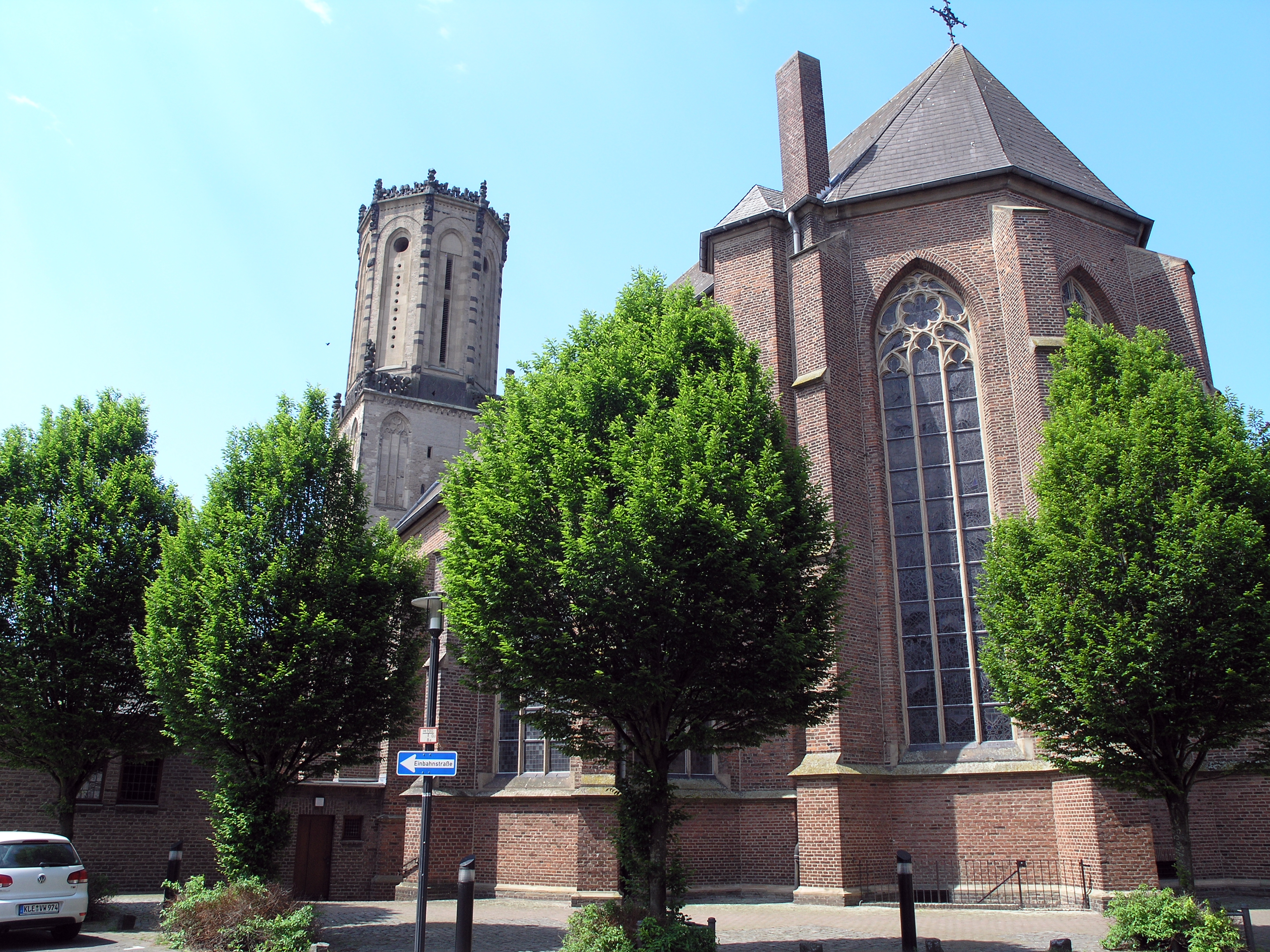
Церковь Святой Адельгунды в Эммерих-ам-Райне

В честь Адельгунды назван астероид (647) Адельгунда, открытый в 1907 году.